# Réserve naturelle régionale du marais de la Vacherie
La réserve naturelle régionale du marais de la Vacherie (RNR192) est une réserve naturelle régionale située en Pays de la Loire. Classée en 2008, elle occupe une surface de 181 hectares et protège un secteur de prairies naturelles humides du marais poitevin proche de la baie de l'Aiguillon. Cette réserve est gérée par la Ligue pour la protection des oiseaux (LPO).

## Localisation

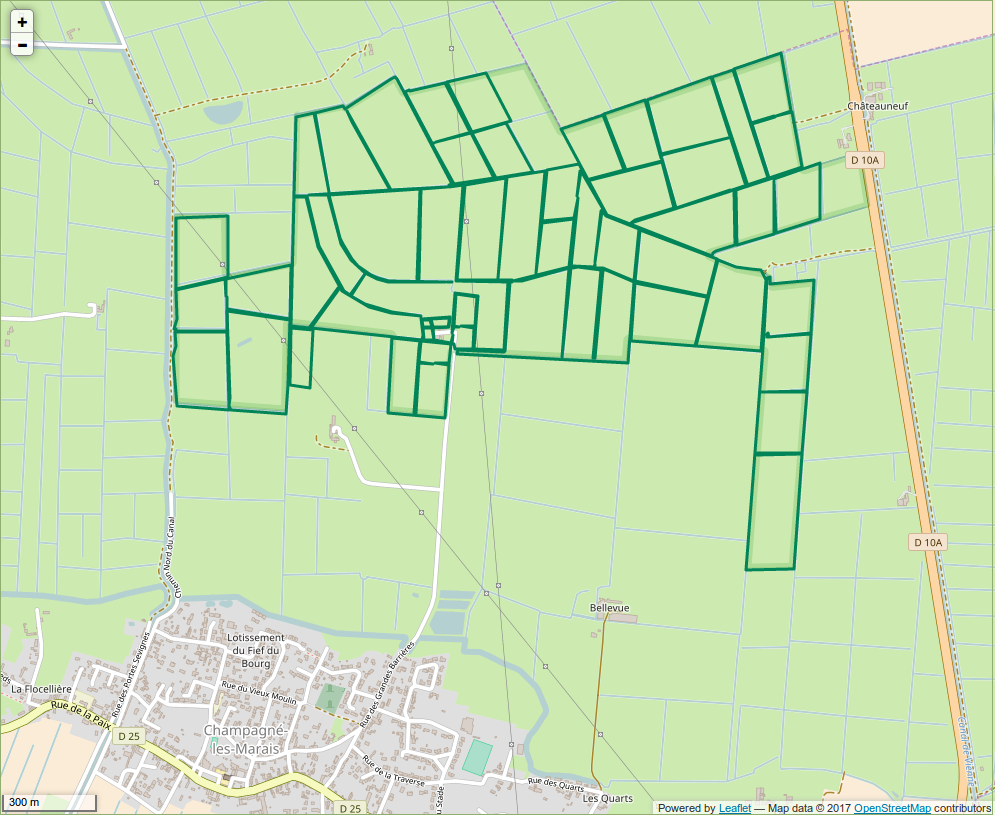
Périmètre de la réserve naturelle.

La réserve naturelle est localisée dans le sud du département de la Vendée, sur la commune de Champagné-les-Marais, à 10 km au nord de la baie de l'Aiguillon et à 7 km de la ville de Luçon. La réserve fait partie intégrante du marais poitevin, vaste zone humide qui s'étend sur près de 100 000 ha.

## Histoire du site et de la réserve
Les premières acquisitions de la LPO sur la commune de Champagné-les-Marais ont débuté grâce à la campagne de dons « Sauvons les marais de l'ouest » en 1989. 
En 1991, la LPO a signé une convention avec l'association « Vogelbescherming Nederland » afin d'acquérir de nouvelles parcelles et de commencer les premiers travaux sur le site.
En 1996, une convention est signée avec la Société d'aménagement Foncier et d'Etablissement Rural afin de faciliter l'achat de parcelles dans un périmètre de 600 ha.
En 2006, la LPO sollicite la région Pays de la Loire pour la labellisation en réserve naturelle régionale d'une partie des parcelles acquises depuis 1989. La délibération de classement de la Région intervient le 15 décembre 2008.

## Écologie (biodiversité, intérêt écopaysager…)
Le site fait partie intégrante des marais arrières littoraux du Marais poitevin composés principalement de prairies naturelles humides. Deux habitats sont représentés sur la réserve : les « prairies subhalophiles thermo-atlantiques (1410-3) » et les « rivières, canaux et fossés eutrophes des marais naturels (3150-4) ».
La topographie du Marais poitevin est assez caractéristique et dépend intimement de son passé. Anciennement golfe des Pictons, la mer recouvre alors toute son étendue jusqu'à Niort. Puis le golfe se comble peu à peu de sédiments marins et d'alluvions fluviaux ; l'eau en s'échappant formera des chenaux d'évacuation qui donneront naissance à l'actuel microrelief. Celui-ci est composé d'une dépression appelé « baisse » et inondée en hiver, d'une pente intermédiaire et d'une partie plus haute appelée la « belle ».

### Flore
La flore recensée compte 191 espèces dont 33 sont remarquables et 5 sont protégées : Renoncule à feuilles d'ophioglosse, Trèfle de Michéli, Iris batard, Cératophylle submergé, Cardamine à petites fleurs. Cette diversité floristique est directement liée au microrelief présent sur les parcelles et donc aux gradients hydraulique (submersion ou non) et de chlorosité (présence d'un reliquat de sel sur les pentes intermédiaires).

### Faune
La réserve est une zone de refuge importante en Marais Poitevin pour de nombreuses espèces ordinaires et remarquables. Pour les mammifères, la Loutre d'Europe fréquente régulièrement le site. La réserve abrite aussi de nombreuses espèces de chauves-souris et micro mammifères remarquables tel que le Campagnol amphibie ou la Musaraigne aquatique.
Le site présente un grand intérêt pour l'avifaune comme zone de nidification et de nourrissage mais aussi en période d'hivernage et de migration. En période de reproduction, on peut y rencontrer le Chevalier gambette, la Barge à queue noire, l'Echasse blanche, le Vanneau huppé, la Guifette noire et de nombreuses espèces de canards. En période d'hivernage et de migration, la réserve constitue une zone de nourrissage et de repos importante pour de nombreux oiseaux d'eau tel que le Vanneau huppé, le Pluvier doré et le Combattant varié. 
Parmi les amphibiens et reptiles présents sur le site, on peut citer le Triton marbré, le Pélodyte ponctué, la Couleuvre verte et jaune et la Couleuvre vipérine. 
De nombreuses libellules sont présentes dont l'Agrion mignon et l'Orthétrum à stylets blancs.

## Intérêt touristique et pédagogique
Un point d'accueil du public est ouvert à la maison de la réserve, au lieu-dit « Le grand Mothais ». On y trouve un observatoire en libre accès, accessible aux personnes à mobilité réduite.
Une exposition concernant la réserve, son patrimoine naturel et culturel ainsi que la gestion menée sur le site est visible à la maison de la réserve et accessible durant les heures d'ouverture de celle-ci. De nombreux événements et sorties naturalistes sont proposés au public pour découvrir la réserve. Toutes ces informations sont disponibles dans le programme "animations et sorties" de la LPO Vendée (disponible sur ce site).

## Administration, plan de gestion, règlement
La réserve naturelle est gérée par la LPO.
L'accès au site est réglementé. L'intérieur de la réserve naturelle n'est pas accessible au public excepté certaines zones lors d'animations et sorties encadrés par le personnel de la réserve. La cueillette et la chasse sont strictement interdits pour garantir l'intégrité et la tranquillité du site. 

### Outils et statut juridique
La réserve naturelle a été créée par une délibération du 15 décembre 2008.